# Victoria Prentis
Pour les articles homonymes, voir Prentis.
Victoria Marie Boswell Prentis (née le 24 mars 1971) est une femme politique britannique du parti conservateur qui est députée pour Banbury de 2015 à 2024.
En octobre 2022, elle est nommée procureur général et avocat général pour l'Irlande du Nord dans le gouvernement de Rishi Sunak. Elle entre à la chambre des Lords en mai 2025.

## Début de carrière
Elle est née Victoria Boswell, à Banbury, et grandit sur la ferme familiale à proximité d'Aynho. Elle fait ses études au Royal Holloway, université de Londres et Downing College, Cambridge, où elle obtient des diplômes en anglais et en droit. Elle est la fille de Tim Boswell, qui est député de Daventry de 1987 à 2010.
Elle devient avocat en 1995, et rejoint le Service Civil en 1997, jusqu'en novembre 2014. Son dernier poste pour le gouvernement est la direction de l'équipe « Justice et Sécurité » au département du Trésor.

## Carrière parlementaire
En novembre 2014, elle est choisie comme candidate du parti conservateur pour Banbury. Elle conserve le siège aux Conservateurs, qui le tiennent depuis 1922. Au Parlement, elle siège au comité sur la Justice et au Comité de sélection des textes réglementaires. Elle est un adversaire de High Speed 2, car cela aura une incidence sur sa circonscription Elle vote contre le gouvernement conservateur lors du projet de loi HS2 en deuxième lecture à la Chambre des Communes, en mars 2016.
Elle est l'une des fondatrices du groupe des Conservateurs pour la Réforme en Europe, qui fait campagne pour rester dans l'UE au référendum sur l'appartenance du Royaume-Uni à l'Union européenne.
Elle soutient la candidature de Theresa May pour l'élection à la direction du Parti conservateur britannique de 2016. Elle est nommée secrétaire parlementaire particulier pour les ministres junior dans le département des Transports en juillet 2016.
Elle est réélue en tant que députée de Banbury en 2017.
Elle est Ministre d'État à l'Agriculture, à la Pêche et à l'Alimentation du 4 février 2020 au 7 septembre 2022, puis Ministre d'État au Travail et à la Prévoyance du 7 septembre au 25 octobre 2022 dans le gouvernement Truss et procureur général depuis le 25 octobre 2022 dans le gouvernement Sunak

## Vie personnelle
Elle est mariée à Sébastien Prentis, avocat à la cour, qu'elle rencontre lorsqu'ils sont tous les deux étudiants à l'Université de Cambridge. Le couple a deux filles et vit à Somerton, Oxfordshire.